# Мухаммад Сіді ульд Мухаммад
Мухаммад IV Сіді (Саїд) ульд Мухаммад (д/н — 1858) — 13-й емір Бракни в 1851—1858 роках.

## Життєпис

### Боротьба за владу
Походив з династії ульд-абддалах, гільки ульд-сієд. Син Мухаммада ульд Сіді Мухаммада. У 1841 році підтримав свого стрийка Мухтар-Сіді, що став еміром. Згодом брав участь у боротьбі проти Мухаммада Раджела. Після поразки у 1843 році втік до емірату Трарза. 1845 року за допомогою тамтешнього еміра Мухаммада аль-Хабіба спробував повалити Мухаммада Раджела, проет невдало.
1847 року перебрався до емірату Таганту. Потім оженився на доньці померлого бракнаського еміра Ахмеду I, що зміцнило його становище серед кланів Бракни. 1849 року налагодив гарні стосунки з французькою адміністрацією, яка примусила еміра Мухамада Раджела сплачувати Мухаммад-Сіді 1/3 податків.
1848 року знову спробував захопити владу в еміраті, втім невдало. Зрештою за підтримки емірату Трарза і імамамту Фута-Торо повалив зрештою Мухаммада раджела, ставши новим володарем Бракни.

### Панування
Невдовзі претендентом на трон виступив родич Сіді-Алі, якого 1853 року підтримала французька адміністрація Сенегальської колонії. невдовзі емір Мухаммад-Сіді погиркався з союзником Мухаммадом аль-Хабібом, еміром Трарзи, який відправив проти нього військо на чолі із сином Сіді-Мбаїрікою. Мухаммад-Сіді зазнав поразки і втік до емірату Адрар. Але після виходу військ Трарзи повернув собі владу в Бракні.
Невдовзі замиривс яз берерськими племенами, що змінило становище Мухаммад-Сіді. Також відновив мир з еміром Мухаммадом аль-Хабібом. Сіді-Алі було надано керівництво над деякими племенами.
1854 року війська Луї Федерба, губернатора Сенегалу, почали кампанію проти Ваало, союзника емірату Трарза. Мухаммад-Сіді надав Трарзі військову допомогу. 1856 року приєднав до антифранцузької коаліції у складі Трарзи і Адрара. Втім емір Бракни не наважився атакувати місто Подор, де отаборився Федерб. Але у червні 1856 року відбив напад французів на Мбамбам.
1857 рокуотримав війська з імамамту Фута-Торо. Боротьба з переміним успіхом тривала до 1858 року, коли зрештою більшість союзників і васалів, втомлених від війни залишили Мухаммада Сіді. Лише Мухаммад аль-Хабіб продовжував боротьбу. Але той 20 травня 1858 року уклав мирний договір з Францією. Це змусило Мухаммада Сіді 10 червня підписати мир також, відповідно до якого визнав співеміром Сіді-Алі II, французам було надано свободу торгівлі, можливість діяти уздовж річки Сенегал.
Вже у листопаді 1858 року під час особистої зустрічі Сіді-Алі II особисто вбив Мухаммада Сіді, залишившись одноосібним володарем Бракни.